# وحوش مسعى التنين (لعبة فيديو)
وحوش مسعى التنين (باليابانية: ドラゴンクエストモンスターズ テリーのワンダーランド) هي لعبة فيديو مغامرات أُصدرت في 25 سبتبمر 1998 من إنكس. أُعيد إنتاجها باسم دراغون كويست مانسترز : تريمز وندرلاند دي 3 (باليابانية: ドラゴンクエストモンスターズ テリーのワンダーランド3D) (بالإنجليزية: Dragon Quest Monsters: Terry's Wonderland 3D)‏ سنة 2012، وصدرت في اليابان بتاريخ 31 مايو 2012.

## وصلات خارجية
- Official website (باليابانية)